# Sigcum

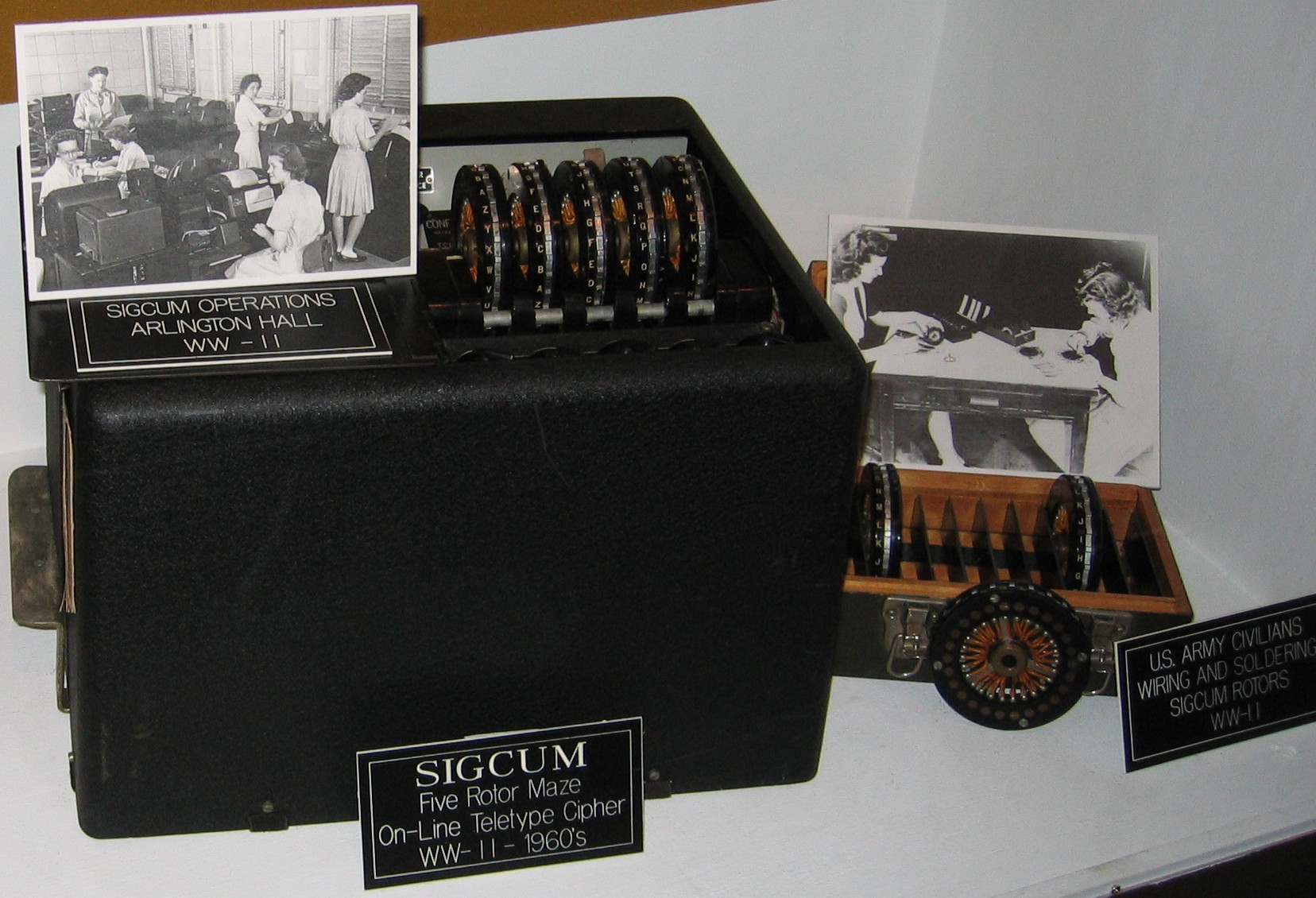
Exponat im Nationalen Kryptologischen Museum der USA

Sigcum (Eigenschreibweise: SIGCUM), auch bezeichnet als Converter M-228, war eine während des Zweiten Weltkriegs entwickelte und kurzzeitig eingesetzte amerikanische Rotor-Schlüsselmaschine. Aufgrund von durch die Amerikaner selbst erkannten kryptographischen Schwächen wurde sie nach kurzer Zeit abgelöst.

## Geschichte
Auslöser zur Entwicklung dieser Schlüsselmaschine war der dringende Bedarf der United States Army, also des Heeres der Vereinigten Staaten von Amerika, ihren weltweiten Fernschreibverkehr, beispielsweise zwischen den USA und Australien oder dem Vereinigten Königreich, zu verschlüsseln. Dazu wurden die beiden renommierten Kryptologen William Friedman (1891–1969) und Frank Rowlett (1908–1998) im Jahr 1942, kurz nach Ausbruch des Krieges (7. Dezember 1941), mit der zügigen Entwicklung beauftragt. Beide hatten bereits Jahre zuvor die Sigaba entwickelt, eine Rotor-Chiffriermaschine zur Verschlüsselung von Funksprüchen. Diese wurden üblicherweise mithilfe des Morsecodes über Funk gesendet. Zur effizienten Verschlüsselung von Fernschreiben hingegen, die mithilfe des Baudot-Codes basierend auf fünf Bit übertragen wurden, war die Sigaba nicht gut geeignet.

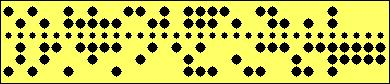
Die Codierung von Fernschreiben basiert auf den 5 Bit des Baudot-Codes, wie hier in den einzelnen Spalten auf dem Lochstreifen zu sehen. Er trägt den Klartext
„ZCZC WIKIPEDIA 1234567890 NNNN“.

Statt also Buchstaben durch andere Buchstaben zu ersetzen, wie es bei der Sigaba geschah und auch bei der deutschen Enigma-Maschine, bot es sich zur Verschlüsselung von Fernschreiben an, die 5-Bit-Zeichen mit fünf Schlüsselbits zu verknüpfen. Nach diesem Prinzip  arbeiteten auch die etwa zur gleichen Zeit entstandenen deutschen Schlüsselfernschreibmaschinen von Lorenz und Siemens.
Friedman und Rowlett einigten sich darauf, für den zu entwickelnden Fernschreib-Verschlüsselungszusatz, wie bei der Sigaba, fünf Chiffrierwalzen (Rotoren) zu nutzen. Darüber hinaus entschieden sie, um die Fertigung der neuen Maschine zu vereinfachen, genau dieselben Walzen wie bei der Sigaba zu verwenden. Jede Walze weist auf beiden Seiten 26 elektrische Kontakte auf, die durch 26 isolierte Drähte im Inneren auf (damals) geheime Weise paarweise miteinander verbunden sind. Der von der einen Seite über eine Kontaktplatte in die Walze eintretende Strom verlässt sie wieder auf der anderen Seite über eine andere Kontaktplatte. So wird die zur Verschlüsselung benötigte Permutation (Vertauschung) erreicht. Anders als bei der Sigaba wurde hier jedoch nicht nur eine einzige Leitung aktiviert (entsprechend einem der 26 Großbuchstaben des lateinischen Alphabets), sondern genau die Hälfte aller Leitungen, also dreizehn gleichzeitig. Die Signale durchlaufen den Walzensatz aus fünf hintereinandergeschalteten Rotoren und ergeben am Ausgang dreizehn „verwürfelt“ aktive (live) und dreizehn inaktive (dead) Kontakte. Davon werden fünf als „pseudozufällige“ Schlüsselbits genutzt und mit dem Klartext- (im Fall der Verschlüsselung) beziehungsweise dem Geheimtext-Zeichen (im Fall der Entschlüsselung) verknüpft. Als mathematische Verknüpfung wurde bei der Sigcum, wie auch bei anderen Maschinen üblich, die XOR-Verknüpfung genutzt und mithilfe eines Mischers realisiert.
Wie bei einem mechanischen Kilometerzähler, dreht sich mit jedem Zeichen eine der Walzen weiter und nach 26 Zeichen erfolgt der „Übertrag“ und es dreht sich zusätzlich eine zweite Walze weiter. Nach 26×26 Zeichen dreht sich eine dritte Walze. Nach 26×26×26 Zeichen dreht sich eine vierte Walze, und nach 26×26×26×26 Zeichen schließlich dreht sich die fünfte Walze. Auf diese Weise wird erreicht, dass sich die Verschlüsselung innerhalb einer Periode von 265 oder 11.881.376 Zeichen für jedes weitere Zeichen ändert (polyalphabetische Substitution).
Jeder der fünf Rotoren kann von Hand auf eine von 26 Anfangspositionen gestellt werden. Ferner kann eingestellt werden, welcher sich als „schneller“ Rotor mit jedem Zeichen drehen soll, welcher als „zweitschnellster“,  „drittschnellster“ und so weiter. Insgesamt standen bei der Sigaba und somit auch bei der Sigcum zehn unterschiedliche Walzen zur Auswahl, die jeweils „direkt“ oder „invers“ eingesetzt werden konnten. In Summe ergaben sich somit 20×18×16×14×12 Möglichkeiten für die Einrichtung des Walzensatzes. Multipliziert mit den 265 möglichen Anfangsstellungen verfügt die Sigcum somit über einen Schlüsselraum von 20×18×16×14×12×26×26×26×26×26 oder 11.497.369.927.680 Möglichkeiten, entsprechend etwas mehr als 43 Bit. Damit erschien Friedman und Rowlett ihre Maschine kryptographisch ausreichend sicher zu sein.
Nach Präsentation der Maschine bei der Signal Security Agency (SSA), dem damaligen Geheimdienst der US Army, mit Sitz in Arlington Hall nahe Washington, D.C., wurde schnell die Serienfertigung der nun als M-228 offiziell bezeichneten Maschine durch die Teletype Corporation, einem Hersteller von Fernschreibern mit Sitz nahe Chicago, aufgenommen. Anfang Januar 1943 wurden die ersten Exemplare geliefert und sofort für die Strecke von Washington nach Algier eingesetzt. Klugerweise überwachten die Amerikaner auf Anregung von Rowlett ihren eigenen Funkverkehr. Nachdem mehrere Tage lang keinerlei Auffälligkeiten beobachtet werden konnten und der Funkverkehr reibungslos und fehlerfrei abgewickelt wurde, gab es nach knapp einer Woche einen Vorfall: Algier meldete, dass die Entschlüsselung nicht geglückt sei. Daraufhin gab der Bediener in Washington den zu verschlüsselnden Text ein zweites Mal in die Maschine ein. Vorschriftswidrig verwendete er dabei aber nicht einen neuen (unverbrauchten) Schlüssel, sondern den alten (verbrauchten) ein zweites Mal.
Die mehrfache Verwendung eines Schlüssels wird im Englischen als Depth bezeichnet. Der deutsche Fachbegriff ist „Klartext-Klartext-Kompromittierung“. Einen Schlüssel mehrfach zu verwenden, stellt für Maschinen dieser Art einen Kardinalfehler dar, der zum Bruch des Geheimtextes und sogar zur völligen Bloßstellung des Chiffriersystems führen kann. Deshalb war die Mehrfachverwendung ein und desselben Schlüssels ausdrücklich verboten. Aber Verbote werden nicht immer befolgt. Rowlett versuchte noch, die Sendung zu verhindern, aber es war schon zu spät, die Aussendung war bereits geschehen. Er sicherte sich die dazugehörigen Protokolle und untersuchte sie kryptanalytisch. Innerhalb nur weniger Nachtstunden gelang ihm die vollständige Entzifferung des Textes und darüber hinaus die Rekonstruktion der Walzenverdrahtung. Daraufhin informierte er umgehend seinen Vorgesetzten, General Frank E. Stoner (1894–1966), und sorgte so dafür, dass die M-228 sofort aus dem Verkehr gezogen wurde.
In der Folge wurde die Maschine modifiziert und kryptographisch verbessert. So entstand die M-228-M (auch bezeichnet als SIGHUAD). Für Nachrichten der höchsten Geheimhaltungsstufe wurde die auf dem kryptographisch sicheren Einmalschlüssel-Verfahren (englisch One-Time Pad, kurz: OTP) basierende SIGTOT benutzt.